# Église de la Panagía Varabá
Pour les articles homonymes, voir Église de la Panagía.
L'église de la Panagía Varabá (grec moderne : Εκκλησία της Παναγίας Βαραμπά) est une église orthodoxe byzantine située au nord de la ville de Markópoulo Mesogéas, dans la périphérie d'Attique, en Grèce.

## Toponymie
Il est suggéré que le toponyme « Varabá » (grec moderne : Βαραμπά est d'origine franque, la région de l'Attique étant, après 1204, sous une domination franque de longue durée.

## Histoire
Initialement, sa construction est datée du XIIIe siècle, cependant, sur la base d'études de date ultérieure, elle est réévaluée comme datant du XIIe siècle.